# (483389) 2016 TN66
(483389) 2016 TN66 es un asteroide perteneciente al cinturón de asteroides, descubierto el 3 de noviembre de 2008 por el equipo del Spacewatch desde el Observatorio Nacional de Kitt Peak, Arizona, Estados Unidos.

## Designación y nombre
Designado provisionalmente como 2016 TN66.

## Características orbitales
2016 TN66 está situado a una distancia media del Sol de 2,574 ua, pudiendo alejarse hasta 3,045 ua y acercarse hasta 2,103 ua. Su excentricidad es 0,182 y la inclinación orbital 8,312 grados. Emplea 1508,58 días en completar una órbita alrededor del Sol.

## Características físicas
La magnitud absoluta de 2016 TN66 es 17,5.